# Qianotrechus
Qianotrechus is een geslacht van kevers uit de familie van de loopkevers (Carabidae). De wetenschappelijke naam van het geslacht is voor het eerst geldig gepubliceerd in 2000 door Ueno.

## Soorten
Het geslacht Qianotrechus omvat de volgende soorten:
- Qianotrechus fani Ueno, 2003
- Qianotrechus laevis Ueno, 2000
- Qianotrechus magnicollis Ueno, 2000
- Qianotrechus tenuicollis Ueno, 2000